# Maria Hilf (Premenreuth)

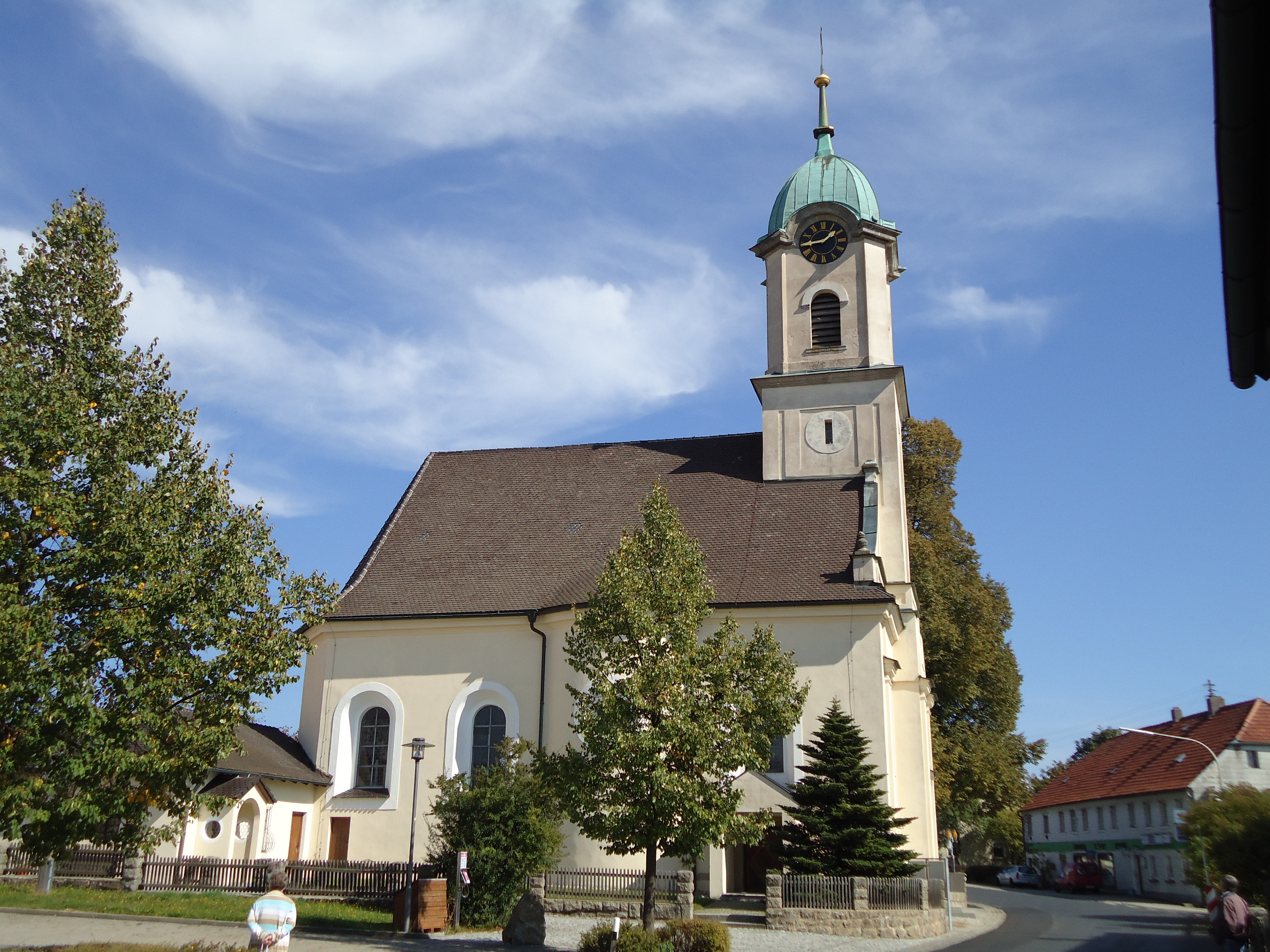
Marienkirche Premenreuth (2012)

Maria Hilf ist eine römisch-katholische Pfarr- und Wallfahrtskirche in Premenreuth, einem Ortsteil der Gemeinde Reuth bei Erbendorf (Landkreis Tirschenreuth).

## Geschichte und Beschreibung
Die heutige Mariahilfkirche von Premenreuth wurde in den Jahren 1799 und 1800 erbaut. Sie entstand an Stelle eines Vorgängerbaus, der seinerseits 1773 eine Marienkapelle ersetzt hatte, die 1600 dort als Hofkapelle errichtet worden war.

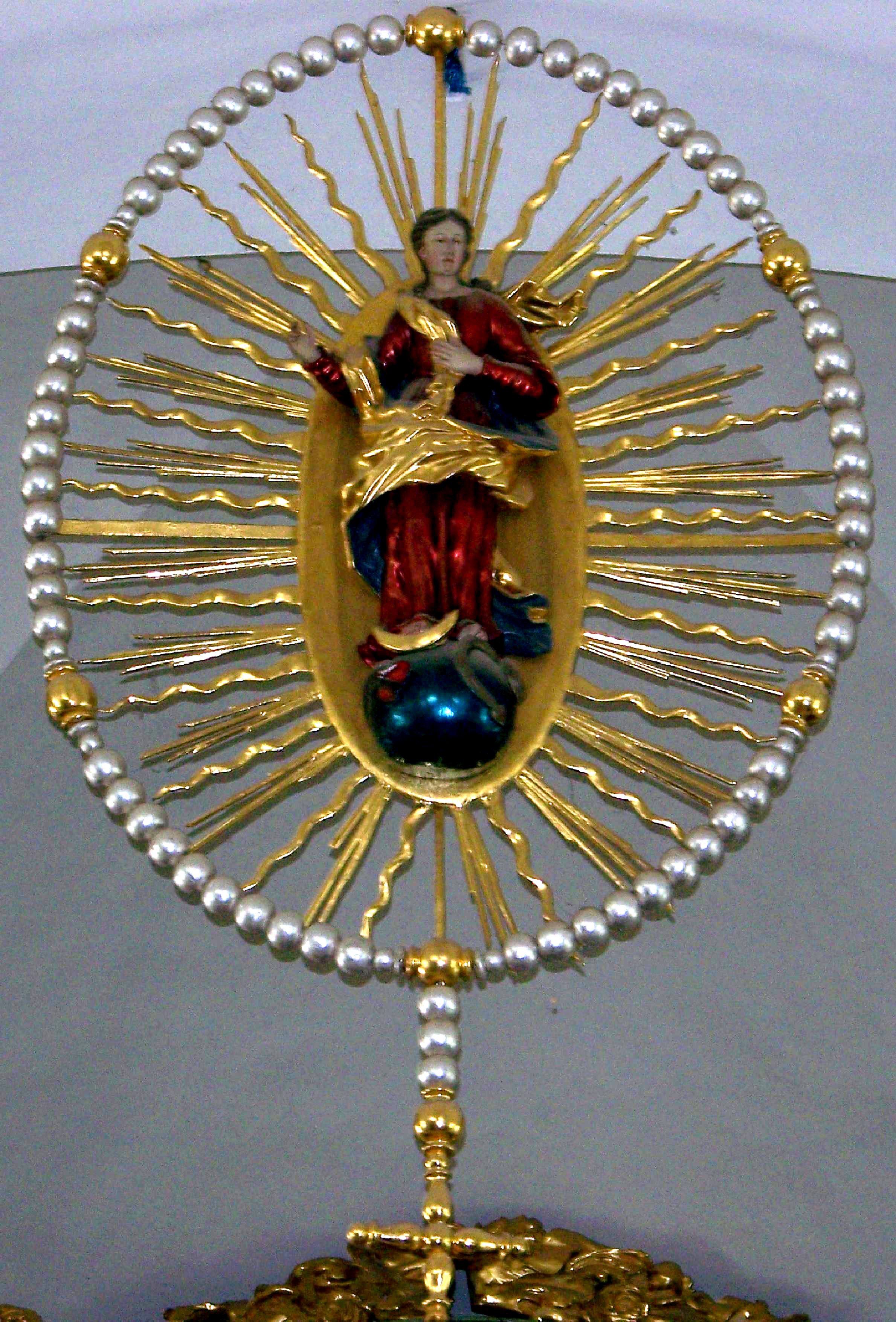
Rosenkranzmadonna

Den Chorbogen der Wallfahrtskirche schmückt eine ca. zwei Meter große Rosenkranzmadonna, geschaffen 1803 vom örtlichen Schreinermeister.
Ihren Hochaltar, der aus der Karmeliterkirche in Regensburg stammt und für 36,40 Gulden gekauft wurde, erhielt die spätbarocke Marienkirche erst 1814. Der Altar ist von 14 verschieden großen Engeln verziert. An den Seiten sind die beiden Apostel Jakobus (rechts) und Johannes (links) dargestellt. Der Heilige Geist, symbolisiert durch eine Taube, ist ganz oben am Altar dargestellt. Unten am Altar befindet sich das Monogramm der Muttergottes. Das zentrale Madonnenbildnis des Altars ist als „Gnadenbild“ eine von vielen Nachbildungen eines Maria Hilf genannten Gemäldes von Lucas Cranach dem Älteren.
Die große Engelsfigur über dem Eingang zur Sakristei ist der Erzengel Gabriel. Rechts neben dem Altar befindet sich die Figur des Erzengels Raphael. Das Altarbild des rechten Seitenaltars zeigt den Heiligen Wendelin, der einer Legende nach im 6. Jahrhundert im Bistum Trier missionierend tätig gewesen sein soll. Auf der linken Seite befinden sich Figuren des Leonhard von Limoges und des Isidor von Madrid, auf der rechten Seite die des Florian von Lorch und der heiligen Anna, der Mutter der Maria und Großmutter Jesu. Der linke Seitenaltar zeigt im Altarbild den Gegeißelten Heiland, links davon ist der heilige Johannes Nepomuk und rechts der heilige Felix von Nola zu sehen. Neben dem Seitenaltar an der Wand hängt eine Figur des heiligen Märtyrers Sebastian und an der rechten Seite die Herz-Jesu-Statue. Im Altarraum gibt es eine Marienstatue.
Die Orgel von Reinhard Weise mit 13/II/P auf der Empore wurde 1994 eingeweiht und zeigt auf einem Gemälde König David. Im Glockenhaus ist das Wappen des Johannes Philipp Ferdinand von Reitzenstein zu sehen.
Die verputzte Saalkirche mit ihren halbrund vorspringenden Langhauskapellen ist in der Bayerischen Denkmalliste als Baudenkmal aufgeführt und wird dort als „Kath. Pfarr- und Wallfahrtskirche Unserer Lieben Frau“ bezeichnet.
Pfarrgemeinde
Ab 1787 war die römisch-katholische Gemeinde in Premenreuth eine Quasipfarrei. 1923 wurde sie zur Pfarrei erhoben. Seit 1997 bildet die Pfarrei in Premenreuth mit der in Krummennaab eine Seelsorgeeinheit des Dekanats Tirschenreuth, zu der die Pfarrkirche Maria Hilf in Premenreuth und die Reuther Filialkirche St. Katharina sowie die Pfarrkirche Mariä Himmelfahrt in Krummennaab und die Thumsenreuther Filialkirche gehören.